# The Evolution
Ciara: The Evolution (auch The Evolution) ist das zweite Studioalbum der US-amerikanischen R&B-Sängerin Ciara. Es wurde am 5. Dezember 2006 in Nordamerika und am 13. April 2007 in Deutschland veröffentlicht. Obwohl das Album kritisiert wurde, gelangte es Ciara bis auf die Spitze der Billboard 200. Es wurde in der ersten Woche über 338.000 Mal verkauft. Obwohl von dem Album weltweit mehr als zwei Millionen Exemplare verkauft wurden, womit sie den Erfolg ihres Debütalbums Goodies übertraf, wurde es in den Vereinigten Staaten nur einmal mit Platin von der RIAA ausgezeichnet. Der Vorgänger wurde mit Dreifach-Platin ausgezeichnet.

## Produktion
Während eines MTV-Interviews erklärte Ciara, dass sie in Ciara: The Evolution das Zehnfache ihres Debütalbums Goodies rausholen wollte. Dennoch wollte sie mit dem Album keine Kopie ihres Debütalbums haben, obwohl Äußerungen ihres Interviews vielfach so gedeutet wurden. Zwar wolle sie ihren Stil beibehalten, aber das Album soll, wie es auch der Titel ausdrücke, ihr persönliches Reifen darstellen, eben die Evolution, die ihre Musik, ihr Tanzstil und ihre Mode erfuhr.
Im Gegensatz zu vielen anderen R&B-Stars war Ciara in den Entstehungsprozess stark eingebunden. Sie schrieb und koproduzierte einige der Songs auf dem Album, griff allerdings auch auf ein großes Arsenal an Produzenten zurück. Polow Da Don hat Ciaras Lieder Promise und Bang It Up produziert. The Neptunes haben die beiden Lieder I Proceed und I’m Just Me produziert. Bryan Michael Cox produzierte Ciaras emotionale R&B Ballade So Hard und Mr. Collipark den US-amerikanischen Bonus-Track Love You Better. Von Will.i.am wurde der europäischen iTunes-Bonustrack Do It produziert, ebenso auch der Song Get In, Fit In, welcher auf allen Auflagen erhältlich ist.
Außer Can’t Leave ’Em Alone produzierte Rodney Jerkins auch Ciaras Lied Make It Last Forever. Dallas Austin produzierte die Pop-Ballade I Found Myself.
Ciara ließ Lil Jon und Jazze Pha die Lieder That’s Right und C.R.U.S.H. produzieren. Auf That’s Right ist Lil Jon auch als Feature zu hören. Jazze Pha produzierte auch die erste Singleauskoppelung Get Up. Als Gast holte Ciara sich den US-amerikanischen Rapper 50 Cent für ihre von Rodney Jerkins produzierte Single Can’t Leave ’Em Alone dazu, die davor Dope Boys heißen sollte. Weiterer Gast ist Chamillionaire auf Get Up.

## Veröffentlichung

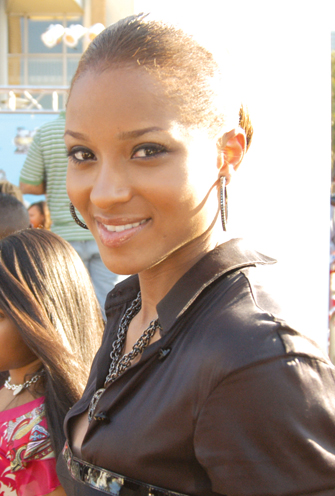
Ciara (2007)

Ciara: The Evolution wurde als Standard Album mit einer speziellen Limited Edition DVD. Diese DVD beinhaltet:
1. die Choreographie der Tänze aus den Musikvideos von "Get Up" und "Promise"
2. die Musikvideos von Get Up und Promise
3. einen Blick Hinter den Kulissen von Promise
4. Musikvideo von Like A Boy (nur europäische Auflage)

Für das Album wurden vier Bonustitel aufgenommen. Love You Better erschien auf der US-amerikanischen und japanischen Auflage. Addicted und Promise (Go and Get Your Tickets Mix) sind auf der europäischen Auflage erhältlich. Bei letzterem ist R. Kelly als Gast zu hören. Als letzter Titel erscheint Do It auf der europäischen iTunes Auflage. Will.i.am ist bei dem Song als Feature vertreten.

## Titelliste
| #   | Titel                                                                           | Songschreiber                                                                                      | Produzent                         | Länge |
| --- | ------------------------------------------------------------------------------- | -------------------------------------------------------------------------------------------------- | --------------------------------- | ----- |
| 1.  | That’s Right (featuring Lil Jon)                                                | Ciara Harris, Jonathan Smith, LaMarquis Jefferson, Candice Nelson, Balewa Muhammad, Jasper Cameron | Lil Jon, Ciara, Jasper Cameron    | 4:16  |
| 2.  | Like a Boy                                                                      | Harris, Nelson, Muhammad, Patrick J. Que Smith, Ezekiel Lewis, Calvin Kenon                        | Calvo Da Gr8, Ciara, The Clutch   | 3:57  |
| 3.  | The Evolution of Music (Interlude)                                              | |                                   | 0:10  |
| 4.  | Promise                                                                         | Harris, Cameron, Polow da Don, Elvis Williams                                                      | Polow da Don, Ciara, Cameron      | 4:27  |
| 5.  | I Proceed                                                                       | Harris, Pharrell Williams                                                                          | The Neptunes                      | 4:13  |
| 6.  | Can’t Leave ’Em Alone (featuring 50 Cent)                                       | Harris, LaShawn Daniels, Rodney Jerkins, Curtis Jackson                                            | LaShawn Daniels, Ciara, Darkchild | 4:04  |
| 7.  | C.R.U.S.H.                                                                      | Harris, Smith, Craig Love, Jefferson, James Phillips, Adonis Shropshire, Larry Linn                | Lil Jon                           | 4:17  |
| 8.  | My Love                                                                         | Harris, Nelson, Brian Kennedy, Antwoine Collins, Muhammad                                          | Brian Kennedy, Ciara, T-Wizz      | 4:00  |
| 9.  | The Evolution of Dance (Interlude)                                              | |                                   | 0:15  |
| 10. | Make It Last Forever                                                            | Harris, Daniels, Jerkins, James Brown, Robert Ginyard                                              | Darkchild, Ciara, Daniels         | 3:33  |
| 11. | Bang It Up                                                                      | Harris, Sean Garrett, Jones                                                                        | Polow Da Don, Ciara, Sean Garrett | 3:04  |
| 12. | Get Up(featuring Chamillionaire)                                                | Harris, Jazze Pha, Hakeem Seriki                                                                   | Jazze Pha                         | 4:21  |
| 13. | The Evolution of Fashion (Interlude)                                            | |                                   | 0:15  |
| 14. | Get In, Fit In                                                                  | Harris, Will.i.am                                                                                  | Will.i.am                         | 4:13  |
| 15. | The Evolution of C (Interlude)                                                  | |                                   | 0:19  |
| 16. | So Hard                                                                         | Harris, Nelson, Muhammad, Bryan Michael Cox, Kendrick "WyldCard" Dean, T.Clark                     | Cox, Dean, Nelson, Muhammad       | 4:49  |
| 17. | I’m Just Me                                                                     | Harris, Williams                                                                                   | The Neptunes                      | 4:32  |
| 18. | I Found Myself                                                                  | Harris, Dallas Austin                                                                              | Dallas Austin                     | 4:32  |
| 19. | Love You Better (US-amerikanische Auflage)                                      | Harris, Mr. Collipark, Cameron, W.Jones                                                            | Mr. Collipark                     | 4:29  |
| 20. | Addicted(Europäische Auflage)                                                   | Harris, Nelson, Demetrius Spencer                                                                  | French                            | 3:08  |
| 21. | Promise [Go and Get Your Tickets Mix](featuring R. Kelly) (Europäische Auflage) | Harris, Cameron, Jones, Williams, R. Kelly                                                         | Polow da Don                      | 4:59  |
| 22. | Do It (featuring Will.i.am) (Europäische iTunes Auflage)                        | Harris, Adams, Ray Davies, Hurby Azor                                                              | Will.i.am                         | 3:50  |

| Special Limited Edition DVD                  | Länge |
| -------------------------------------------- | ----- |
| Ciara and Dancers Teach Moves from Get Up    |       |
| Get Up Music Video                           | 5:01  |
| Ciara and Dancers Teach Moves from Promise   |       |
| Promise Music Video                          | 4:22  |
| Behind the Scenes of Promise"                |       |
| Like a Boy Music Video (europäische Auflage) | 4:00  |

## Musikstil und Texte
Musikalisch ist das Album im typischen 1980er-Jahre-Contemporary R&B- und Electro-Sound von Ciara gehalten. Dazu kommen dezente Einflüsse aus dem Miami Bass. Das Thema „Evolution“ trifft weniger auf die musikalische Veränderung zu, sondern ist eher dem Konzept des Albums geschuldet. Die Songs sind in die vier Evolutionsthemen „Music“ (Musik), „Dance“ (Tanz), „Fashion“ (Mode) und „C“ (= Ciara) eingeordnet. Den verschiedenen Blöcken ist jeweils ein Interlude vorangestellt, dass das Thema vorgibt. Die Interludes sind kleine Wortmeldungen von Ciara. Musikalisch ließ sich Ciara von Vorbildern wie Janet Jackson und Aaliyah beeinflussen, aber auch von Electro-Bands wie Kraftwerk und Zapp.

## Rezeption
Das Album erhielt gemischte Kritiken. So schrieb Andy Kellman bei AllMusic in einem Drei-von-Fünf-Sterne-Review, dass das ganze Gerede über Evolution nicht darüber hinwegtäuschen kann, dass das Album eigentlich genauso klänge wie der Vorgänger. Zwar würde das Album durchaus „abliefern“, es wäre jedoch weniger gut als erwartet.
Jody Rosen von Entertainment Weekly vergab die Note B+ (im Deutschen eine 2+) und lobte vor allem die schnelleren Dance-Songs, die sie von anderen R&B-Künstlern wie Beyoncé, Rihanna und Cassie absetzen würden. Leider habe sie auch einige langsame Songs auf dem Album, die den Gesamteindruck trüben würden. Dorian Lynskey meinte, das Ciara zwar noch keine Beyoncé sei, aber ein Song wie Like a Boy, der an die glorreichen Zeiten von Destiny’s Child erinnere, zeige, das sie es vielleicht eines Tages sein könnte.
Anja Lindenlaub von Laut.de vergab dagegen nur zwei (von fünf) Sternen. Zwar sei das Album „recht eingängig geraten und wartet mit groovigen Dancesongs und langsamen Balladen auf, wie man es sich von einem R'n'B-Album nicht anders erhofft“, doch seien viele Songs schlecht und würden dahin plätschern. Zudem sei der Anspruch ein Frauenpower-Album zu machen eher schwierig, wenn die Texte alte Rollenklischees übernehmen. So bezeichnete die Rezensentin einige der Songs als „›Ich bin die kleine süße Bitch und mein wilder, böser Boyfriend, der mich manchmal wie Dreck behandelt, muss mich beschützen‹-Shit“.

## Kommerzieller Erfolg

### Chartplatzierungen

#### Album
Das Album erreichte Platz 1 der Billboard 200 und der Top R&B/Hip-Hop Albums Charts in den vereinigten Staaten. In der ersten Woche setzte Ciara 338.000 Einheiten ab und verkaufte damit 213.000 mehr als mit ihrem Top-3-Album Goodies. Das Album blieb acht Wochen lang in den Top 20 und 16 Wochen lang in den Top 50.
| ChartsChartplatzierungen       | Höchstplatzierung | Wochen |
| ------------------------------ | ----------------- | ------ |
| Deutschland (GfK)              | 32 (5 Wo.)        | 5      |
| Österreich (Ö3)                | 68 (1 Wo.)        | 1      |
| Schweiz (IFPI)                 | 15 (9 Wo.)        | 9      |
| Vereinigte Staaten (Billboard) | 1 (37 Wo.)        | 37     |
| Vereinigtes Königreich (OCC)   | 17 (6 Wo.)        | 6      |

| ChartsJahrescharts (2007)      | Platzierung |
| ------------------------------ | ----------- |
| Vereinigte Staaten (Billboard) | 27          |

#### Singles
Am 25. Juli 2006 wurde Get Up mit Chamillionaire als erste Single des Albums veröffentlicht, Der Song gehörte zum Soundtrack des Tanzfilms Step Up und erreichte Platz 7 der Billboard Hot 100. In den Vereinigten Staaten wurde die Single mit Platin ausgezeichnet. Am 16. Oktober 2006 wurde Promise als zweite Single des Albnums ausgekoppelt und erreichte die Top-Position der Hot R&B/Hip-Hop Songs sowie Platz 11 der Billboard Hot 100. Auch diese Single wurde mit Platin ausgezeichnet.
Als dritte Single erschien am 13. Februar 2007 Like a Boy, eine weitere Platin-Single. Als letzte Single erschien am 12. Juni 2007 Can’t Leave ’em Alone mit 50 Cent. In den Vereinigten Staaten erreichte sie damit eine Goldene Schallplatte.
| Jahr | Titel                 | Höchstplatzierung, Gesamtwochen, AuszeichnungChartplatzierungen (Jahr, Titel, , Platzierungen, Wochen, Auszeichnungen, Anmerkungen) | Höchstplatzierung, Gesamtwochen, AuszeichnungChartplatzierungen (Jahr, Titel, , Platzierungen, Wochen, Auszeichnungen, Anmerkungen) | Höchstplatzierung, Gesamtwochen, AuszeichnungChartplatzierungen (Jahr, Titel, , Platzierungen, Wochen, Auszeichnungen, Anmerkungen) | Höchstplatzierung, Gesamtwochen, AuszeichnungChartplatzierungen (Jahr, Titel, , Platzierungen, Wochen, Auszeichnungen, Anmerkungen) | Höchstplatzierung, Gesamtwochen, AuszeichnungChartplatzierungen (Jahr, Titel, , Platzierungen, Wochen, Auszeichnungen, Anmerkungen) | Höchstplatzierung, Gesamtwochen, AuszeichnungChartplatzierungen (Jahr, Titel, , Platzierungen, Wochen, Auszeichnungen, Anmerkungen) | Anmerkungen                                              |
| Jahr | Titel                 | DE | AT | CH | UK | US | R&B | Anmerkungen                                              |
| ---- | --------------------- | --- | --- | --- | --- | --- | --- | -------------------------------------------------------- |
| 2006 | Get Up                | DE29 (9 Wo.)DE | AT59 (5 Wo.)AT | CH17 (13 Wo.)CH | — | US7 Platin · (20 Wo.)US | R&B10 (21 Wo.)R&B | Erstveröffentlichung: 25. Juli 2006 feat. Chamillionaire |
| 2006 | Promise               | — | — | — | — | US11 Platin · (20 Wo.)US | R&B1 (29 Wo.)R&B | Erstveröffentlichung: 16. Oktober 2006                   |
| 2007 | Like a Boy            | DE29 (14 Wo.)DE | AT47 (8 Wo.)AT | CH16 (23 Wo.)CH | UK16 (12 Wo.)UK | US19 Gold (Mastertone) + Platin · (20 Wo.)US                                                                                        | R&B6 (20 Wo.)R&B | Erstveröffentlichung: 13. Februar 2007                   |
| 2007 | Can’t Leave ’em Alone | DE44 (7 Wo.)DE | — | CH67 (5 Wo.)CH | — | US40 Gold · (13 Wo.)US | R&B10 (20 Wo.)R&B | Erstveröffentlichung: 12. Juni 2007 feat. 50 Cent        |

### Auszeichnungen für Musikverkäufe
Das Album wurde in den Vereinigten Staaten mit Platin ausgezeichnet. Weltweit verkaufte es sich laut Quellen mehr als 2,7 Millionen Mal.
| Land/Region                  | Auszeichnungen für Musikverkäufe (Land/Region, Auszeichnung, Verkäufe) | Verkäufe  |
| ---------------------------- | ---------------------------------------------------------------------- | --------- |
| Neuseeland (RMNZ)            | Gold                                                                   | 7.500     |
| Russland (NFPF)              | Gold                                                                   | 10.000    |
| Vereinigte Staaten (RIAA)    | Platin                                                                 | 1.000.000 |
| Vereinigtes Königreich (BPI) | Silber                                                                 | 60.000    |
| Insgesamt                    | 1× Silber · 2× Gold · 1× Platin ·                                      | 1.077.500 |